# Cladosporium herbarum
Cladosporium herbarum è un fungo microscopico. È la specie di Cladosporium più comune e rappresenta uno dei primissimi colonizzatori dei substrati organici, delle piante morte o in fase morente, risultando molto frequente nel legno in decomposizione e sul legno esposto al suolo.

## Aspetto
Le colonie raggiungono un diametro di 3-3.7 cm in dieci giorni su mezzo di coltura MEA (Malt Extract Agar) a 20 °C. Presentano un colore dal verde-olivaceo all'olivaceo-marrone o all'olivaceo-nero.
Non sopravvive al trattamento con calore a 50-60 °C per 30 minuti.